# Krystof Zlatnik
Krystof Zlatnik (* 9. Januar 1980 in Stuttgart) ist ein deutscher Regisseur und Autor.

## Leben
Nach dem Abitur und zwei Jahren praktischer Erfahrung in Produktionsfirmen und an zahlreichen Filmsets, begann er 2003 sein Studium an der Filmakademie Baden-Württemberg im Bereich Spielfilm-Regie. 2007 wurde er ausgezeichnet mit dem Baden-Württemberg Stipendium zur Teilnahme am „Hollywood Workshop“ an der UCLA Extension in Los Angeles. Sein Science-Fiction Kurzfilm Das Leuchten (2007) und sein Abschlussfilm Lys (2010) wurden mit dem Caligari-Förderpreis ausgezeichnet und auf Festivals weltweit gezeigt. Seit seinem Diplom 2009 ist er selbstständiger Regisseur und Autor. Krystof ist Gründungsmitglied des Neuen Deutschen Genrefilms und seit 2013 Mit-Veranstalter und Programmleiter der Genrenale, die im Februar 2013 in Berlin parallel zur Berlinale zum ersten Mal stattfand und das erste Filmfestival ist, das ausschließlich dem deutschen Genrefilm gewidmet ist. 2014 gründete er mit den Autoren Jan Cronauer, Felix Koch und Mark Wachholz den permanenten Writers-Room Development Hell, mit dem er Stoffe für verschiedene Produktionsfirmen entwickelt.

## Werk
Neben der Entwicklung verschiedener Drehbücher drehte er 2012 den mit Crowdfunding finanzierten Teaser für die Endzeit-Action Serie Land of Giants, die er als Co-Creator mit der Roundhousefilm GmbH für den internationalen Markt entwickelte. 2015 drehte er mit dem Action-Thriller Immigration Game sein Langfilmdebüt als Regisseur, das 2017 Premiere auf der Genrenale5 gefeiert hat.

## Filmografie
- 2002: Kiki & Tiger, Darsteller und Regie-Assistenz[2]
- 2003: First Impact (Kurzfilm)
- 2007: Das Leuchten (Kurzfilm)
- 2010: Lys
- 2012: Was uns zusteht
- 2013: Land of Giants (Kurzfilm)
- 2017: Immigration Game
- Seit 2019: Der Kriminalist (Fernsehserie, 3 Folgen)

## Auszeichnungen
- 2006: Caligari-Förderpreis für „Das Leuchten“
- 2010: Caligari-Förderpreis für „Lys“
- 2011: X_Science Bester Film und Publikumspreis für „Das Leuchten“